# Vysoké pece Ostrava
VYSOKÉ PECE Ostrava, a.s. byla společnost vyrábějící surové železo v areálu Nové hutě v Ostravě. Společnost existovala od roku 1996 do roku 2006, kdy zanikla sloučením s firmou Mittal Steel Ostrava. 

## Historie
V roce 1996 došlo k dohodě společností Vítkovice, Nová huť a Fondu národního majetku o zastavení provozu vysokých pecí v dolní oblasti Vítkovických železáren blízko centra Ostravy s tím, že vysoké pece v majetku Nové huti budou vyčleněny do samostatné společnosti, v níž bude mít Nová huť podíl 2/3 a Vítkovice 1/3. Tím mělo být zajištěno, že ocelárna ve Vítkovicích bude mít po odstavení vlastních vysokých pecí přístup k tekutému surovému železu. Společnost VYSOKÉ PECE Ostrava, a.s. (VPO) formálně vznikla 9. července 1996, avšak až 20. ledna 1997 do ní Nová huť vložila svou organizační složku závod 12 - Vysoké pece. 
V průběhu let se vlastnické podíly neustále měnily:
- 1997: 90 % Nová huť, 10 % Vítkovice[2]
- 1998: 69,996 % Nová huť, 30,004 % Vítkovice[3]
- 1999: 66 % Nová huť, 34 % Vítkovice[4]

V roce 2000 byla část akcií v držení Vítkovic převedena na jejich věřitele a následně prodány britské společnosti Infatrade (UK) Ltd. V závěru roku 2000 tedy byla vlastnická struktura následující: Nová huť 66 %, Infatrade (UK) 23,2952 % a Vítkovice 10,7048 %. V následujícím roce vzrostl podíl firmy Infatrade na 33,3 % v důsledku propadnutí zástavy za pohledávku za společností Vítkovice. Podíl Vítkovic tak klesl pod 1 % a v následujícím roce byl odprodán společnosti Nová huť. Výsledný stav byl tedy: Nová huť 66,7 %, Infatrade (UK) 33,3 %. 28. dubna 2003 se novým akcionářem VPO stala společnost LNM Holdings N. V. se sídlem na karibském ostrově Curaçau, která odkoupila podíl od Infatrade (UK).
V roce 2004 došlo ke sloučení LNM Holding s nizozemskou firmou Ispat patřící indickému podnikatelu Lakšmímu Mittalovi a vznikla společnost s novým názvem Mittal Steel. Novým vlastníkem menšinového podílu se tak stala společnost Mittal Steel. V únoru 2006 společnost Mittal Steel Ostrava odkoupila podíl firmy Mittal Steel ve VPO a stala se 100% vlastníkem firmy. 31. prosince 2006 pak společnost VPO zanikla sloučením s mateřskou firmou Mittal Steel Ostrava.